# Episodi di Le strade di San Francisco (quinta stagione)
La quinta stagione della serie televisiva Le strade di San Francisco è stata trasmessa negli Stati Uniti per la prima volta dall'emittente ABC dal 30 settembre 1976 al 9 giugno 1977 per un totale di 24 episodi.
In Italia, la stagione è stata trasmessa da Rai 2, dal lunedì al venerdì alle 18:40, tra il 14 maggio e il 5 giugno 1984.
Dopo il secondo episodio della quinta ed ultima stagione, Michael Douglas lasciò la serie dopo aver prodotto con successo il film Qualcuno volò sul nido del cuculo, che vinse il premio Oscar come miglior film nel 1975. L'assenza del suo personaggio fu spiegata facendogli assumere un posto di insegnante in una scuola locale, mentre il Tenente Stone viene affiancato da un altro detective, l'Insp. Dan Robbins, interpretato da Richard Hatch. Questo cambiamento non fu popolare con l'audience, e la serie terminò nel 1977, a causa dei bassi ascolti.
| nº | Titolo originale               | Titolo italiano                     | Prima TV USA      | Prima TV Italia |
| -- | ------------------------------ | ----------------------------------- | ----------------- | --------------- |
| 1  | The Thrill Killers: Part 1 & 2 | Terroristi (prima e seconda parte)  | 30 settembre 1976 |                 |
| 2  | The Thrill Killers: Part 1 & 2 | Terroristi (prima e seconda parte)  | 7 ottobre 1976    |                 |
| 3  | Dead or Alive                  | Vivo o morto                        | 21 ottobre 1976   | 15 maggio 1984  |
| 4  | The Drop                       | Sequestro di persona                | 28 ottobre 1976   | 17 maggio 1984  |
| 5  | No Minor Vices                 | Grandi vizi                         | 4 novembre 1976   | 21 maggio 1984  |
| 6  | In Case Of Madness             | Un folle amore                      | 11 novembre 1976  | 18 maggio 1984  |
| 7  | Till Death Do Us Part          | Finché morte ci divida              | 18 novembre 1976  | 23 maggio 1984  |
| 8  | Child Of Anger                 | Amore filiale                       | 2 dicembre 1976   | 24 maggio 1984  |
| 9  | Hot Dog                        | Testa calda                         | 9 dicembre 1976   | 14 maggio 1984  |
| 10 | Castle of Fear                 | Paura                               | 23 dicembre 1976  | 16 maggio 1984  |
| 11 | One Last Trick                 | Un'ultima volta                     | 6 gennaio 1977    | 28 maggio 1984  |
| 12 | Monkey Is Back                 | La scimmia è tornata                | 13 gennaio 1977   |                 |
| 13 | The Cannibals                  | I cannibali                         | 20 gennaio 1977   | 29 maggio 1984  |
| 14 | Who Killed Helen French?       | Chi ha ucciso Helen French?         | 3 febbraio 1977   | 30 maggio 1984  |
| 15 | A Good Cop... But              | Un poliziotto diverso               | 10 febbraio 1977  | 2 giugno 1984   |
| 16 | Hang Tough                     | Una vita per niente                 | 17 febbraio 1977  | 1º giugno 1984  |
| 17 | Innocent No More               | Non più innocenti                   | 24 febbraio 1977  | 25 maggio 1984  |
| 18 | Once a Con                     | Una cattiva reputazione             | 3 marzo 1977      | 26 maggio 1984  |
| 19 | Interlude                      | Interludio                          | 28 aprile 1977    | 19 maggio 1984  |
| 20 | Dead Lift                      | Stretta mortale                     | 5 maggio 1977     | 22 maggio 1984  |
| 21 | Breakup                        | Disperazione                        | 12 maggio 1977    |                 |
| 22 | Let's Pretend We're Strangers  | Fingiamo di non conoscerci          | 19 maggio 1977    | 4 giugno 1984   |
| 23 | Time Out                       | Il tempo è scaduto                  | 2 giugno 1977     | 5 giugno 1984   |
| 24 | The Canine Collar              | Un collare da un milione di dollari | 9 giugno 1977     | 31 maggio 1984  |